# Pärlor från sidlinjen
Pärlor från sidlinjen är ett musikalbum från 2007 av Roger Karlsson. Skivan är en officiell version av en demo som Roger brukade ha med sig och sälja på sina konserter. Dock har man tagit bort några låtar på den officiella versionen eftersom de finns på Veckans babe.
En samlings-CD med äldre Roger Karlsson-material.

## Låtlista
1. Vid en perrong (2002)
2. En gång till (1998)
3. Behöver dig (1998)
4. Flingor (2002)
5. Ja (1998)
6. Mull (2002)
7. Hel (1998)
8. Blues i g-dur (1998)
9. Liv (2002)
10. Vals (1998)
11. Ditt rum (2002)